# Alpine (Talladega County, Alabama)
Alpine ist ein gemeindefreies Gebiet im Talladega County im Bundesstaat Alabama in den Vereinigten Staaten.

## Geographie
Alpine liegt im Osten Alabamas im Süden der Vereinigten Staaten. Es befindet sich etwa 10 Kilometer westlich des 1590 Quadratkilometer großen Talladega National Forest sowie 10 Kilometer östlich des 451 Kilometer langen Coosa River, der bei Montgomery in den Alabama River übergeht und schließlich als Mobile River in den Mobile Bay und den Golf von Mexiko mündet.
Nahegelegene Orte sind unter anderem Childersburg (8 km südwestlich), Talladega (8 km nordöstlich), Vincent (10 km westlich) und Harpersville (14 km westlich). Die nächste größere Stadt ist mit 212.000 Einwohnern das etwa 50 Kilometer nordwestlich entfernt gelegene Birmingham.

## Geschichte
Benannt wurde der Ort nach einer Plantage, die von der Welch-Familie 1858 hier erbaut wurde. Als eine Eisenbahnstrecke nahe der Plantage gebaut wurde, entwickelte sich eine Ortschaft um diese Plantage herum. Die Welch-Familie besaß die Plantage noch bis 1970.

## Verkehr
Alpine liegt nahe der Alabama State Routes 21, 76 und 235. 11 Kilometer südwestlich verläuft der U.S. Highway 231, der hier streckenweise auf gleicher Trasse mit den Alabama State Routes 38 und 53 verläuft.